# WHIH Newsfront
WHIH Newsfront è una webserie statunitense creata dai Marvel Studios tramite un accordo con Google, pubblicata su YouTube dal 2015 e basata sul fittizio canale d'informazione WHIH World News, ricorrente all'interno del Marvel Cinematic Universe (MCU). Il finto telegiornale è ideato come campagna di marketing virale per promuovere i film e le serie televisive del franchise.
La webserie è incentrata sulle notizie di attualità del MCU presentate da Christine Everhart, già apparsa nei film e interpretata da Leslie Bibb, e dal corrispondente politico Will Adams, interpretato da Al Madrigal. La prima serie di video, distribuiti nel mese di luglio 2015, si concentrano sulle conseguenze di quanto accaduto in Avengers: Age of Ultron ed introducono gli eventi di Ant-Man; mentre la seconda serie di video, distribuita nell'aprile 2016, si concentrano sugli Avengers e sulla situazione politica che li circonda aprendo la strada a Captain America: Civil War. I finti servizi giornalistici sono inoltre accompagnati da altrettanto fittizi post su social media e articoli web.

## Personaggi e interpreti
- Christine Everhart, interpretata da Leslie Bibb: la presentatrice di WHIH Newsfront[3] già comparsa in precedenti film MCU.[4]
- Will Adams, interpretato da Al Madrigal: il corrispondente politico di WHIH Newsfront.[5]

Nel corso degli webisodi William Sadler riprende il ruolo del Presidente degli Stati Uniti Matthew Ellis da precedenti film MCU mentre Paul Rudd e Corey Stoll interpretano rispettivamente Scott Lang e Darren Cross prima dell'uscita di Ant-Man. Inoltre il presentatore di WIRED Insider James Rondell compare nei panni di sé stesso e uno dei reporter è chiamato Jackson Norris, diverso dal Jackson Norris apparso nel Marvel One Shot All Hail the King.

## Webisodi

### Prima stagione

#### Campagna di Ant-Man (2015)
| nº | Titolo                                                                                       | Pubblicazione  | Durata |
| -- | -------------------------------------------------------------------------------------------- | -------------- | ------ |
| 1  | WHIH Newsfront Promo                                                                         | 2 luglio 2015  | 0:28   |
| 2  | WHIH Newsfront Top Stories                                                                   | 7 luglio 2015  | 1:20   |
| 3  | WHIH EXCLUSIVE: 2012 VistaCorp break-in security footage involving cyber-criminal Scott Lang | 11 luglio 2015 | 1:48   |
| 4  | WIRED Insider Interviews Darren Cross, CEO of Pym Technologies                               | 13 luglio 2015 | 2:36   |
| 5  | WHIH EXCLUSIVE: Scott Lang Interview                                                         | 16 luglio 2015 | 3:23   |

#### WHIH Newsfront Promo
In un breve spot promozionale, Christine Everhart illustra rapidamente le notizie che verranno date nell'episodio della settimana successiva, ovvero gli Avengers, la Battaglia di Sokovia e l'imminente rilascio del ladro industriale Scott Lang.

#### WHIH Newsfront Top Stories
Christine Everhart riporta come, dopo quanto accaduto in Sokovia, il problema di maggiore trasparenza e controllo governativo per i supereroi continui ad essere un argomento importante; la giornalista ricorda poi ai telespettatori del furto di milioni di dollari subito nel 2012 dalla VistaCorp ad opera del loro ex-impiegato Scott Lang, invitandoli a leggere il suo articolo d'approfondimento su Mashable ed annunciando un'intervista in diretta con il suddetto la settimana successiva.
Nel corso del notiziario le scritte in sovrimpressione segnalano l'avvistamento in Est Europa di un'organizzazione data per sciolta, una lettura sui viaggi interspaziali tenuta da Jane Foster e la morte in prigione del Barone Strucker.

#### WHIH EXCLUSIVE: 2012 VistaCorp break-in security footage involving cyber-criminal Scott Lang
WHiH News trasmette in esclusiva una copia del video per cui Scott Lang è stato incriminato dalla VistaCorp e condannato a cinque anni di prigione: le immagini mostrano Lang introdursi nella residenza del presidente della società, Geoff Zorick, entrare nell'ufficio dell'uomo, hackerarne il computer e, dopo aver temporaneamente disattivato le telecamere esterne, gettare la sua auto nella piscina.

#### WIRED Insider Interviews Darren Cross, CEO of Pym Technologies
WHiH News manda in onda l'intervista del presentatore di WIRED Insider James Rondell al CEO della Pym Technologies Darren Cross, ricordandone la biografia, il rapporto col suo mentore Hank Pym e come abbia dovuto cacciarlo dal consiglio d'amministrazione della società per divergenze d'opinioni. Cross annuncia inoltre che lancerà un'innovazione stupefacente nell'immediato futuro.

#### WHIH EXCLUSIVE: Scott Lang Interview
Christine Everhart, in collegamento diretto col carcere di San Quintino, conduce la prima intervista concessa da Scott Lang dal giorno della sua condanna ma, quando questi dichiara di aver solamente restituito i soldi ai clienti cui gli ex-datori di lavoro li avevano rubati, la giornalista gli ricorda come ciò non sia mai stato provato ed egli, furioso, insulta lei e il network accusandoli di negligenza in quanto parzialmente finanziati dalla VistaCorp, portando una guardia a sedarlo con un taser mettendo fine alla diretta. Nel frattempo viene pubblicato un ulteriore articolo d'approfondimento su Mashable.
Tra le notizie che compaiono in sovrimpressione nel corso del servizio viene riportata la richiesta da parte dei vari paesi attaccati dai robot di Ultron di far rimborsare i danni agli Avengers, e si segnala la vendita della tecnologia dei robot di Ultron al mercato nero, oltre alle numerose polemiche dovute all'attacco di Hulk in Sudafrica.

### Seconda stagione

#### Campagna di Captain America: Civil War (2016)
| nº | Titolo                                                           | Pubblicazione  | Durata |
| -- | ---------------------------------------------------------------- | -------------- | ------ |
| 1  | AVENGERS IMPACT: A WHIH Newsfront Special Report                 | 22 aprile 2016 | 2:22   |
| 2  | WHIH Newsfront: The Cost of Saving the World                     | 26 aprile 2016 | 1:41   |
| 3  | WHIH Newsfront: The Avengers and The White House                 | 28 aprile 2016 | 3:12   |
| 4  | WHIH Newsfront Exclusive: President Ellis Discusses the Avengers | 3 maggio 2016  | 3:14   |
| 5  | WHIH Breaking News: Attack in Lagos                              | 3 maggio 2016  | 3:06   |

#### AVENGERS IMPACT: A WHIH Newsfront Special Report
Christine Everhart discute con il corrispondente politico Will Adams delle crescenti polemiche sollevate al riguardo dalle azioni degli Avengers, chiedendosi se sia il caso di imporre loro un maggior controllo governativo o se i benefici del lasciarli agire liberamente superino gli svantaggi; mentre la prima si trova decisamente a favore della prima opzione, il nuovo arrivato appoggia invece la seconda.
Nelle scritte in sovrimpressione del notiziario vengono inoltre annunciati il ritiro del Generale Ross dall'esercito ed uno special televisivo su Alexander Pierce.

#### WHIH Newsfront: The Cost of Saving the World
Tramite una serie di interviste svolte su un campione casuale di cittadini statunitensi, Christine Everhart e Will Adams constatano che l'opinione pubblica è profondamente divisa in merito a ritenere o meno gli Avengers direttamente responsabili dei danni provocati dai loro interventi.

#### WHIH Newsfront: The Avengers and The White House
In occasione del termine della riparazione dei danni provocati dalla caduta dello S.H.I.E.L.D. a Washington, Christine Everhart e Will Adams si interrogano in merito alla posizione del Presidente Ellis in merito alla situazione degli Avengers e sulle voci in merito ad una possibile carriera politica da parte del generale Ross.

#### WHIH Newsfront Exclusive: President Ellis Discusses the Avengers
Christine Everhart e Will Adams intervistano il Presidente Matthew Ellis in proposito della sua posizione sulla proposta di legge per imporre un controllo agli Avengers ed egli, pur dichiarando di riconoscere l'importanza di ciò che hanno fatto per il paese nel corso degli anni, ammette di ritenere necessario che collaborino più strettamente con il governo e di avere per tanto assegnato la carica di Segretario di Stato a Thaddeus Ross, dotato di notevole esperienza in merito ai superumani.
Nelle notizie che compaiono in sovrimpressione durante il servizio viene fatto riferimento alle indagini dello UCMA sulla misteriosa organizzazione che ha distrutto una loro struttura; inoltre è annunciata un'intervista esclusiva di WHIH al chirurgo Stephen Strange e viene segnalato che non ci sono nuove informazioni sull'ubicazione di Hulk.

#### WHIH Breaking News: Attack in Lagos
A sette ore dall'incidente di Lagos, Nigeria, Christine Everhart e Will Adams si collegano con l'inviato di WHIH Jackson Norris per ricevere maggiori informazioni ma dopo pochi attimi si trovano a dover interrompere il collegamento per trasmettere il comunicato stampa ufficiale del Presidente Ellis in cui esprime il cordoglio per le vittime e la promessa di prendere provvedimenti al riguardo.
Le notizie che compaiono in sovrimpressione nel corso del servizio sono tutte inerenti all'avvistamento dei vari membri degli Avengers e del terrorista Brock Rumlow a Lagos.

## Produzione
Nel giugno 2015 Leslie Bibb ha annunciato il suo coinvolgimento in un nuovo progetto dei Marvel Studios, riassumendo il ruolo di Christine Everhart da Iron Man e Iron Man 2. La settimana successiva viene rivelato che il progetto in questione è una campagna di marketing virale per il film Ant-Man in forma di finto programma d'informazione, WHIH Newsfront with Christine Everhart, estensione del fittizio network televisivo WHIH World News, creato appositamente per il Marvel Cinematic Universe come referente dei principali eventi accaduti nei film e nelle serie televisive del franchise.
Ad aprile 2016 Bibb veste nuovamente i panni del personaggio, affiancata da Al Madrigal nel ruolo del referente politico Will Adams, con una seconda serie di video in una campagna per il promuovere Captain America: Civil War. I reportage si concentrano sui diversi schieramenti riguardo agli "Accordi di Sokovia", con Everhart a favore della supervisione governativa e Adams desideroso di lasciare libertà d'azione agli Avengers; differenza d'opinione che, oltre ad essere al centro del film, è stata condivisa anche dal pubblico.
I video contengono numerose easter egg a personaggi ed eventi del MCU utilizzando inoltre immagini di repertorio dei film e materiale originale per "mostrare come queste lotte e le loro conseguenze appaiono dal punto di vista civile".

## Distribuzione
I video sono stati distribuiti sul canale YouTube di WHIH World News, e alcuni hanno debuttato su piattaforme come Mashable, BuzzFeed, e WIRED Insider. La campagna virale per Ant-Man è inoltre disponibile tra i contenuti speciali dell'edizione in Blu-ray del film.

## Accoglienza
Oliver Lyttelton di IndieWire ha definito la serie una delle migliori manovre di mercato eseguite dalla Marvel affermando che "non è particolarmente divertente ma ai fan sicuramente piacerà". Adam Holmes, di CinemaBlend, ha elogiato il modo il cui i video riescono a dare una panoramica interna del resto del MCU e di come la popolazione percepisce gli eventi dei film. Matthew Mueller di ComicBook.com ha dichiarato che "Per quanto riguarda il marketing virale, questa è sicuramente una delle campagne più ben prodotte" ed aggiungendo che "Nel nostro ciclo di notizie di 24 ore al giorno, il più piccolo evento anomalo può generare innumerevoli ore di copertura... quindi è ovvio che più catastrofi legate ai supereroi possano garantire lo stesso tipo di copertura".
Alanna Smith ha dichiarato su Geek Chic Elite che "Quando ho scoperto di questo canale non ho potuto fare a meno di ridere d'incredulità e stupore del team Marvel. Voglio dire, andiamo, veri e propri servizi online del canale di notizie che si scopre è stato lì fin dall'inizio, ed è gestito dallo stesso personaggio secondario (che probabilmente non pensavamo neanche sarebbe ricomparso) della prima pellicola MCU fatta 7 anni fa? Quando la Marvel dice: "È tutto collegato" non scherza; intende davvero tutto". Sean K. Cureton di Screen Rant ha trovato che i video siano "in linea con la volontà da parte dei Marvel Studios di prendere in giro alcune delle frequenti lamentele vocali sollevate contro la natura azione-centrica del MCU, e dell'intero genere dei film supereroistici per impostazione predefinita. Allo stesso tempo, incorporando il dialogo da mondo reale per quanto riguarda i ridicoli livelli di danni strutturali inflitti a diverse impostazioni metropolitane, [il franchise] si contraddistingue per un timido flirt nel coinvolgere la discussione".